# Pietrasanta (stacja kolejowa)
Pietrasanta (włoski: Stazione di Pietrasanta) – stacja kolejowa w Pietrasanta, w regionie Toskania, we Włoszech. Stacja posiada 2 perony.